# قرصنة تفويضية

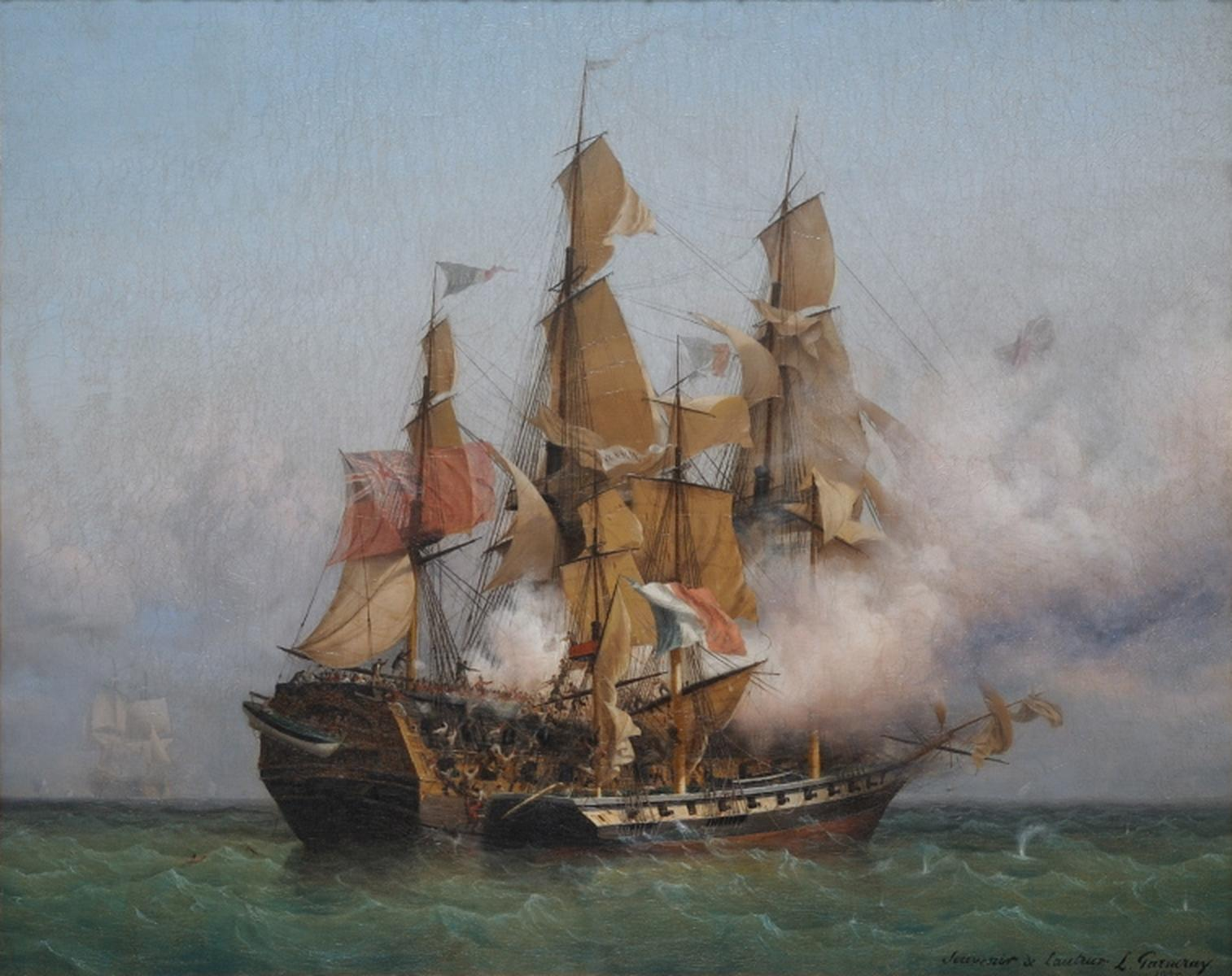

القرصنة التفويضية، أو قرصنة الموظفين، هي القرصنة البحرية المستندة على وثائق تفويض، وكانت تمنحها الدول لسفن مدنية مسلحة لمهاجمة السفن المنتمية لدول تكون في حالة عداء مع الدولة صاحبة التفويض، خصوصا التجارية منها. الفرق بين القرصنة المفوضة و اللصوصية البحرية (القرصنة المنفردة)، يتمثل في حصرها خلال فترات الحروب و حصرها بوثائق تفويض رسمية، ناهيك عن إلزامية تفريغ غنائمها في موانئ الدولة المفوِّضة، و اقتطاع نسبة منها لفائدتها. بالنسبة للقراصنة الموظفين، كانوا يعاملون كأسرى حرب، أثناء اعتقالهم و لم تكن تسري عليهم عقوبات اللصوصية البحرية.

## القرصنة التفويضية منذ 1856م
نصت معاهدة باريس لسنة 1856، و التي تلت حرب القرم (1853 - 1856)، على إلغاء القرصنة التفويضية. صادقت جميع الدول العظمى على المعاهدة، باستثناء الولايات المتحدة الأمريكية.
حسب الدستور الأمريكي، للكونغرس الحق في إعلان الحرب و منح وثائق تفويض تخول لأصحابها القيام بأعمال عسكرية، برا و بحرا، ضد أعداء الولايات المتحدة.
مباشرة بعد أحداث 11 سبتمبر 2001، صوت الكونغرس على قانون، اقترحته إدارة جورج دبليو بوش، يمنح وزارة الخارجية الأمريكية، حق منح وثائق التفويض، دون الحاجة إلى موافقة الكونغرس. حسب هذا القانون، حصلت شركة بيستريس (Pistris)، في 2007، على وثيقة تفويض، لمحاربة القرصنة البحرية في خليج عدن.